# Matzbach (Lengdorf)
Matzbach ist ein Gemeindeteil der Gemeinde Lengdorf im oberbayerischen Landkreis Erding. Bis zur Gebietsreform von 1978 war der Ort eine selbständige Gemeinde, die dann zum größten Teil der Gemeinde Lengdorf zugeschlagen wurde.

## Ortsbeschreibung
Der Weiler liegt am gleichnamigen zwei Kilometer langen Matzbach, der etwa 650 m nordöstlich entspringt und bei Niedergeislbach in den Geislbach mündet.
Um die etwas nördlich der Ortsmitte gelegene Martinskirche ist das ehemalige um 1913 erbaute Schulhaus und ein paar Wohngebäude gruppiert, zwei Drittel davon sind Gehöfte.

## Geschichte
Matzbach wurde um 892 durch einen Tauschvorgang urkundlich erstmals erwähnt. Bei weiteren Tauschvorgängen wechselte der Ort mehrmals den Besitzer. Im Spätmittelalter war Matzbach in freisingische und bayrische Lehen aufgeteilt. 1538 gehörte die Obmannschaft Matzbach zum Amt Schlairdorf, aus dem 1818 die Gemeinde Matzbach wurde. Sie bestand aus folgenden Ortsteilen:

Ortsansicht von Nordost

| - Biberg - Graben - Grub - Hönning - Holnburg - Holz - Krinning | - Liedling - Mitteröd - Niedergeislbach - Matzbach - Nodering - Nußrain - Obergeislbach | - Obermailling - Obernumberg - Oberöd - Polzing - Schachtenseeon - Schaftlding - Schlairdorf | - Schröding - Seeon - Thann - Untermailling - Unternumberg |

Auf dem 17,85 km² großen ehemaligen Gemeindegebiet liegt der Bahnhof Thann-Matzbach an der Bahnstrecke München–Simbach. Am Bahnhof zweigte von 1900 bis 1991 die Bahnstrecke Thann-Matzbach–Haag ab.
Zur Volkszählung 1970 zählte die Gemeinde 746 Einwohner, im Ort Matzbach lebten 45 Menschen (im Jahr 1952 waren es noch 69 in 11 Wohngebäuden).
Am 1. Mai 1978 wurde die Gemeinde Matzbach im Zuge der Gemeindegebietsreform aufgelöst. Die drei nördlichen Orte Obermailling, Polzing und Untermailling wurden der Gemeinde Bockhorn zugeschlagen, alle anderen Orte (etwa sieben Achtel des Gemeindegebiets) kamen zur Gemeinde Lengdorf.

## Baudenkmäler
→ Liste der Baudenkmäler in Matzbach

### Filialkirche St. Martin

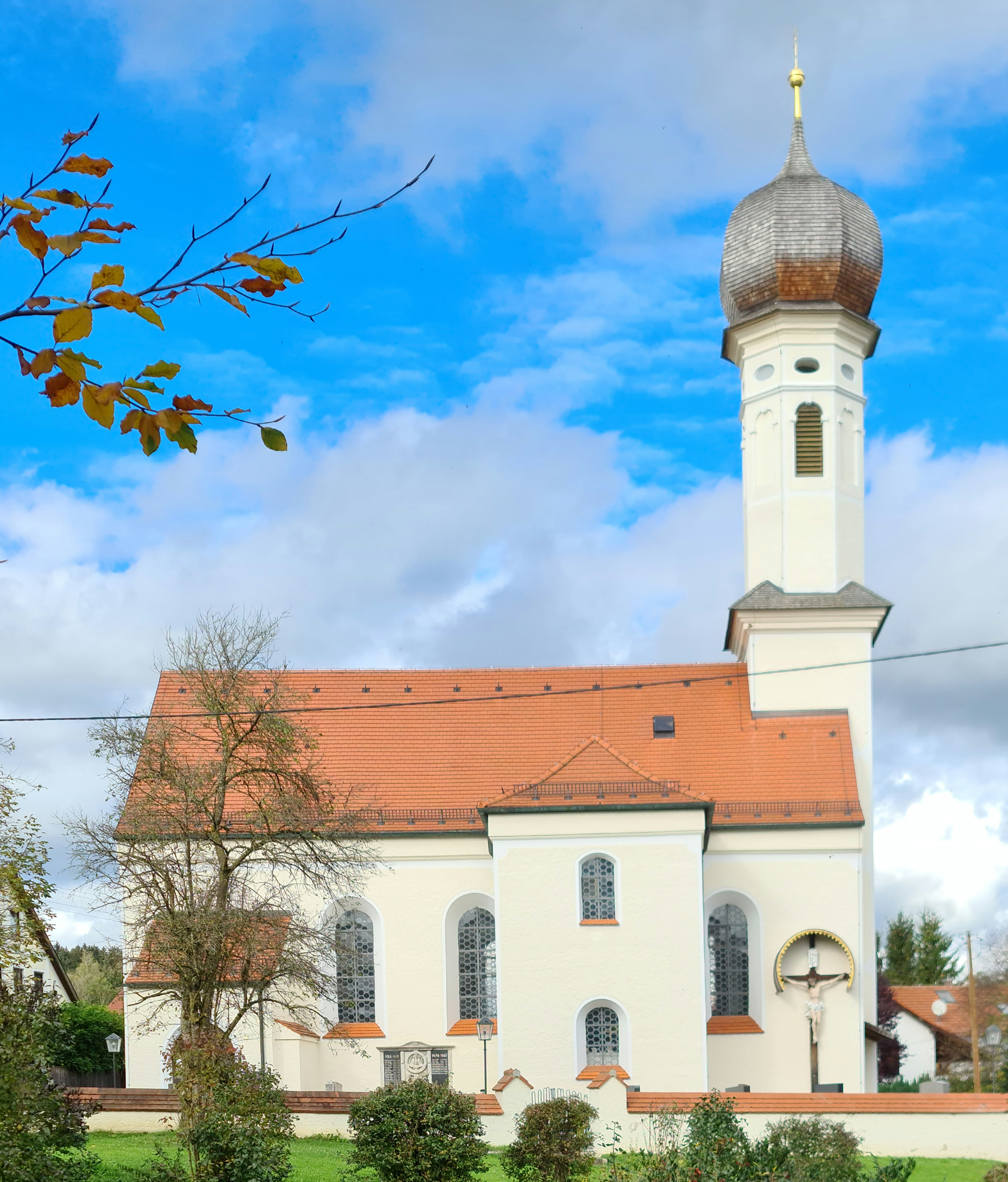
Filialkirche St. Martin

Die Kirche ist ein in der Barockzeit wesentlich umgestalteter Spätgotikbau (2. Hälfte 15. Jahrhundert), der am 26. September 1698 geweiht wurde. Den Bau betritt man durch die Kreuzrippen-gewölbte Südportal-Vorhalle. Außer dem barocken Hochaltar (mit den Figuren von Hl. Wolfgang, Hl. Florian und Hl. Dorothea von 1866) ist die Kirche ohne besonders nennenswerte Ausstattung. Bei dem barocken Umbau erhielt die Kirche den Zwiebelturm.